# Salón Internacional de la Aeronáutica y el Espacio de París-Le Bourget
El Salón Internacional de la Aeronáutica y el Espacio de París-Le Bourget (Salon International de l'Aéronautique et de l'Espace, Paris-Le Bourget), también conocido como Paris Air Show, es una exhibición aérea y feria internacional del negocio de la aviación. Se celebra en el aeropuerto de Le Bourget, cerca de París, en los años impares. Se alterna con la Farnborough Air Show y con el Berlin Air Show.
El Paris Air Show es un evento comercial, organizado por la industria aeroespacial francesa, que se propone mostrar su potencial tanto en aeronaves civiles como militares. Es una de las más importantes del mundo; tradicionalmente, grandes contratos de ventas en la industria son llevados a buen puerto aquí. Esto se debe al gran número de empresas que participan en la muestra.
Actualmente se han celebrado 52 ediciones de la feria.